# Gilles Marchand (réalisateur)
Pour les articles homonymes, voir Gilles Marchand et Marchand.
Gilles Marchand est un scénariste et réalisateur français, né le 18 juin 1963 à Marseille.

## Biographie
Gilles Marchand fait ses études à l'école de cinéma de Paris, l'IDHEC (actuelle Fémis). Il y fait entre autres la connaissance de Dominik Moll et Laurent Cantet avec lesquels il se lie d'amitié. Il écrit son premier scénario en 1997 pour Laurent Cantet, Les Sanguinaires. Sa deuxième collaboration avec Cantet, Ressources humaines, aura un retentissement important en France et à l'étranger. La même année il connaît la consécration avec Harry, un ami qui vous veut du bien que réalise Dominik Moll, dont il a été le premier assistant pour Intimité tourné en 1992. Le film, sélectionné dans la compétition officielle du festival de Cannes en 2000, remporte un succès public et critique dans le monde entier.
En 2002, Gilles Marchand passe à la réalisation avec Qui a tué Bambi ? qui a les honneurs du festival de Cannes 2003 en sélection officielle, avant de faire le tour de nombreux festivals du monde entier. Il écrit avec Jean-Paul Rappeneau sur Bon voyage, et avec Cédric Kahn sur Feux rouges et L'Avion. En 2005, Gilles Marchand retrouve Dominik Moll sur le scénario de Lemming qui est sélectionné en compétition officielle et fait l'ouverture de Cannes.
En 2010, il écrit une fois de plus avec son complice Dominik Moll, mais cette fois-ci c'est Marchand qui réalise L'Autre Monde. Ce deuxième film, comme son premier, est présenté en sélection officielle au festival de Cannes 2010. L'année suivante, il écrit avec ses amis proches Valérie Donzelli et Jérémie Elkaïm (qui viennent de triompher avec La guerre est déclarée) le scénario de Main dans la main dont Valérie Donzelli signe la réalisation. En 2013 il participe au scénario du film de Robin Campillo Eastern Boys (le film est nommé au César 2015 dans la catégorie meilleur film, meilleur réalisateur, et meilleur espoir masculin). En 2015 sort La Dame dans l'auto avec des lunettes et un fusil de Joann Sfar, l'adaptation du thriller de Sébastien Japrisot que Gilles Marchand signe avec le producteur du film, Patrick Godeau. Cette même année, il participe au nouveau film de Valérie Donzelli, Marguerite et Julien, qui est présenté en sélection officielle au festival de Cannes 2015 où il est accueilli fraîchement. Des nouvelles de la planète Mars présenté en sélection officiel au festival de Berlin 2016 est une comédie singulière qu'il écrit avec son complice de toujours Dominik Moll qui réalise le film.

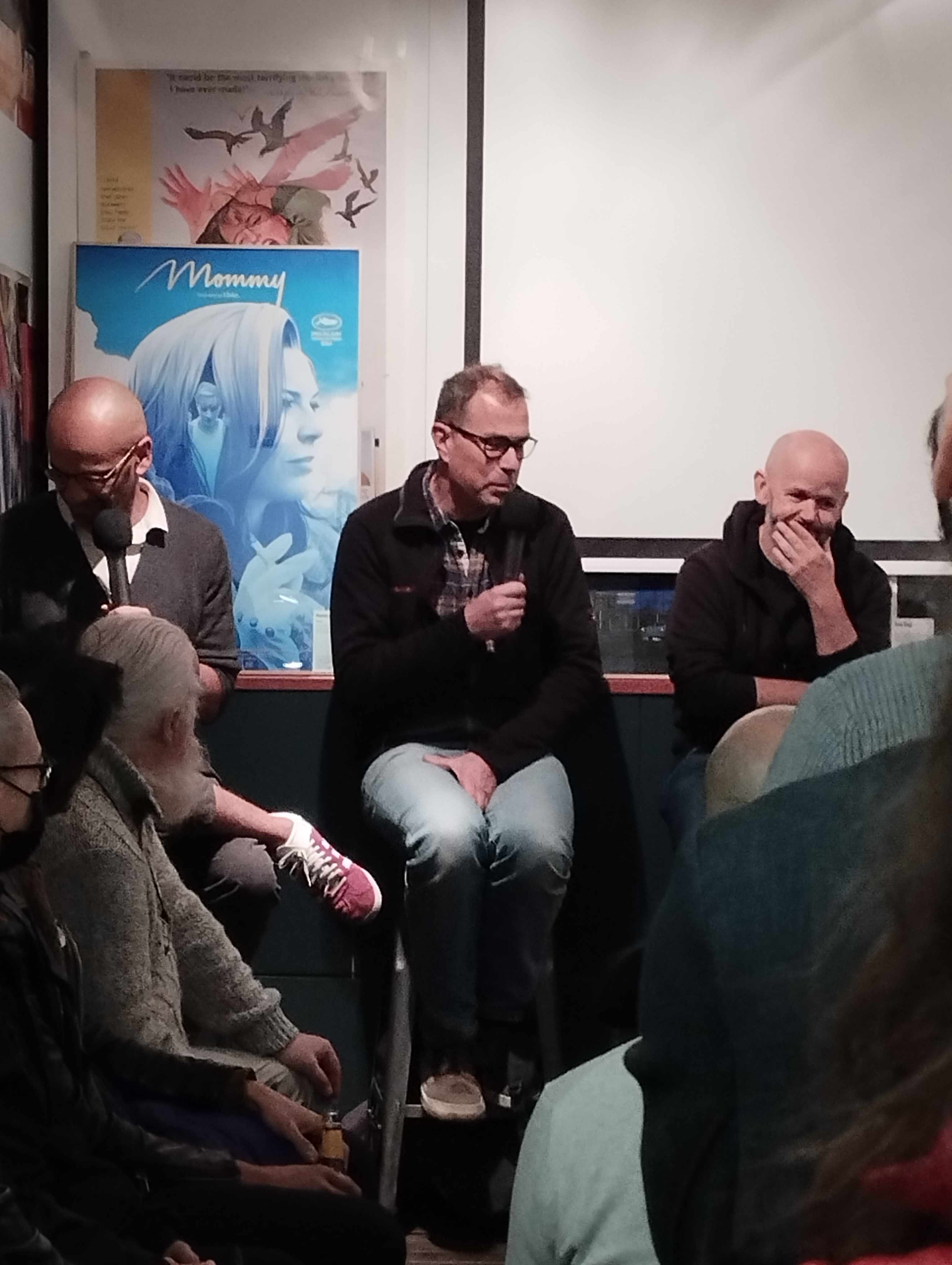
Gilles Marchand aux côtés de Dominik Moll à la boutique Potemkine, à l'occasion de la sortie vidéo de La Nuit du 12, le 23 novembre 2022.

En 2016, son nouveau film en tant que réalisateur, Dans la forêt, est présenté en sélection officielle au festival de Locarno devant les 8 000 spectateurs de la Piazza Grande. Il s'agit d'un thriller étrange aux frontières du fantastique, écrit une nouvelle fois avec Dominik Moll. Les rôles principaux sont tenus par deux enfants, de 8 et 11 ans, et par Jérémie Elkaïm qui joue leur père. Il a été tourné dans les grandes forêts suédoises.
Il est membre du collectif 50/50 qui a pour but de promouvoir l’égalité des femmes et des hommes et la diversité dans le cinéma et l’audiovisuel,.
Le 18 avril 2018, à Rome, Netflix annonce que Gilles Marchand sera le showrunner d'une série documentaire sur l'un des faits divers français les plus célèbres : l'affaire Grégory. La série documentaire Grégory sort en cinq épisodes d'environ un heure chacun le 20 novembre 2019,.
En décembre 2019, sort le thriller Seules les bêtes de Dominik Moll, qu'il a écrit avec Gilles Marchand. Le film avait été présenté à la Mostra de Venise l'été précédent. Le scénario est nommé aux César 2020.

## Filmographie

### Réalisateur et scénariste

#### Courts métrages
- 1987 : L'Étendu
- 1993 : Joyeux Noël avec Philippe Praliaud (acteur, photographe).
- 1999 : C'est plus fort que moi

#### Longs métrages
- 2003 : Qui a tué Bambi ?
- 2010 : L'Autre Monde
- 2016 : Dans la forêt

#### Séries télévisées
- 2019 : Grégory

### Scénariste
- 1997 : Les Sanguinaires de Laurent Cantet
- 1999 : Ressources humaines de Laurent Cantet
- 2000 : Harry, un ami qui vous veut du bien de Dominik Moll
- 2001 : Les Âmes câlines de Thomas Bardinet
- 2001 : Le Lait de la tendresse humaine de Dominique Cabrera
- 2003 : Bon Voyage de Jean-Paul Rappeneau
- 2004 : Feux rouges de Cédric Kahn
- 2005 : Lemming de Dominik Moll
- 2005 : L'Avion de Cédric Kahn
- 2006 : L'Éclaireur de Djibril Glissant
- 2011 : Main dans la main de Valérie Donzelli
- 2015 : La Dame dans l'auto avec des lunettes et un fusil de Joann Sfar
- 2015 : Marguerite et Julien de Valérie Donzelli
- 2016 : Des nouvelles de la planète Mars de Dominik Moll
- 2019 : Seules les bêtes de Dominik Moll
- 2020 : Ils sont vivants de Jérémie Elkaïm
- 2022 : La Nuit du 12 de Dominik Moll
- 2023 : L'Île rouge de Robin Campillo
- 2024 : La nuit se traîne de Michiel Blanchart

## Distinctions

### Récompenses
- Prix Henri-Jeanson de la Société des auteurs et compositeurs dramatiques 2000 (France)|SACD)
- César 2023 : Meilleure adaptation pour La Nuit du 12

### Nominations
- César 2001 : meilleur scénario pour Harry, un ami qui vous veut du bien et pour Ressources humaines
- César 2004 : meilleur scénario pour Bon Voyage, meilleure première œuvre pour Qui a tué Bambi ?
- César 2020 : meilleure adaptation pour Seules les bêtes